# Timothy Clutton-Brock
Timothy (Tim) Hugh Clutton-Brock (*  13. August 1946) ist ein britischer Zoologe (Evolutionsbiologie, Wildtier- und Verhaltensökologie, Populationsgenetik).
Clutton-Brock wurde 1972 an der Universität Cambridge bei Robert Hinde promoviert (Feeding and ranging behaviour of the red colobus monkey). Er ist Professor für Ökologie und Evolutionsbiologie und Leiter der Forschungsgruppe für Großtiere an der Universität Cambridge und Fellow des Magdalene College. Außerdem ist er außerordentlicher Professor an der Universität Pretoria.
Er befasste sich mit dem Sozialverhalten von Primaten. In letzter Zeit befasste er sich vor allem mit Rothirschen auf der Insel Rùm, Soayschafen auf St. Kilda und Meerkatzen in der südlichen Kalahari (er ist einer der Gründer des Kalahari Meerkat Project). Alle drei sind Langzeitprojekte.
Unter anderem untersucht er die Evolution von Aufzuchtsystemen bei Säugetieren und anderen Tieren, die ökologischen Faktoren die Stabilität oder Instabilität von Populationen bedingen, natürliche Selektionen in Wildtierpopulationen.
Mit Bryan T. Grenfell trug er zum Verständnis des Allee-Effekts und seiner Bedeutung bei.
1997 erhielt er die Frink Medal der Zoological Society of London und 1998 den Marsh Ecology Award. Er ist Fellow der Royal Society (1987) und erhielt 2012 die Darwin-Medaille. Er gehört zu den hochzitierten Wissenschaftlern. Er war an mehreren TV-Dokumentationen beteiligt (Autumnwatch 2006, Wild Africa 2001 Meerkat Manor 2005).

## Schriften (Auswahl)
Bücher:
- Herausgeber mit Paul H. Harvey: Readings in Sociobiology, Freeman 1978
- mit F. E. Guinness, S. D. Albon: Red Deer: Behavior and Ecology of Two Sexes, University of Chicago Press 1982
- mit P. H. Harvey,R. D. Martin: Life Histories in Comparative Perspective, in: B. B. Smuts, D. L. Cheney, R. M. Seyfarth, R. W. Wrangham, T. T. Struhsaker (Hrsg.), Primate Societies, University of Chicago Press, 1987, S. 181–196
- Herausgeber mit M. E. Ball: Rhum: The Natural History of an Island, Edinburgh University Press, 1987
- als Herausgeber: Reproductive Success: Studies of Individual Variation in Contrasting Breeding Systems, University Of Chicago Press 1990
- The Evolution of Parental Care, Princeton University Press, 1991
- Herausgeber mit David M. G. Newbery, Ghilean T. Prance: Changes and Disturbance in Tropical Rainforest in SouthEast Asia, World Scientific 2000
- Herausgeber mit R. M. Sibly, J. Hone: Wildlife Population Growth Rates, Cambridge UP 2003
- Herausgeber mit Josephine Pemberton: Soay Sheep: Dynamics and Selection in an Island Population, Cambridge University Press 2004
- Meerkat Manor – The Story of Flower of the Kalahari, Weidenfeld & Nicolson, 2007
- Mammal Societies, Wiley-Blackwell 2007

Einige Aufsätze:
- mit G. A. Parker: Punishment in animal societies, Nature, Band 373, 1995, S. 209–216.
- Sexual selection in Males and Females,  Science, Band 318, 2007, S. 1882–1885.
- mit A. C. Vincent: Sexual selection and the potential reproductive rates of males and females, Nature, Band 351, 1991, S.  58–60
- mit P. N. Brotherton u. a.: Cooperation, control, and concession in meerkat groups, Science, Band 291, 2001, S.  478–481
- mit A. F. Russell u. a.: Evolution and development of sex differences in cooperative behavior in meerkats, Science, Band 297, 2002, S.  253–256.
- mit T. N. Coulson u. a.: Sex differences in emigration and mortality affect optimal management of deer populations, Nature, Band 415, 2002, S.  633–637.
- mit S. J. Hodge u. a.: Intrasexual competition and sexual selection in cooperative mammals, Nature, Band 444, 2006, S.  1065–1068.
- mit D. Lukas: The evolution of social monogamy in mammals, Science, Band 341, 2013, S. 526–530.